# Хаити на Светском првенству у атлетици у дворани 2022.
Хаити су учествовали на 18. Светском првенству у атлетици у дворани 2022. одржаном у Београду од 18. до 20. марта. Репрезентацију Хаитија на њеном четрнаестом учествовању на светским првенствима у дворани представљале су 2 атлетичарке које су се такмичиле у трци на 60 метара препоне.,
На овом првенству такмичарке Хаитија нису освојиле ниједну медаљу али су оствариле један најбољи лични резултат сезоне.

## Учесници
Жене:
- Ванеса Клерво — 60 м препоне
- Мулерн Жан — 60 м препоне

## Резултати

### Жене
| Атлетичарка   | Дисциплина   | Лични рекорд | Квалификације      | Квалификације | Полуфинале            | Полуфинале            | Финале                | Финале       | Детаљи |
| Атлетичарка   | Дисциплина   | Лични рекорд | Резултат           | Место         | Резултат              | Место                 | Резултат              | Место        | Детаљи |
| ------------- | ------------ | ------------ | ------------------ | ------------- | --------------------- | --------------------- | --------------------- | ------------ | ------ |
| Ванеса Клерво | 60 м препоне | 8,05         | 8,10(.091) кв, ЛРС | 5. у гр. 6    | 8,15                  | 7. у гр. 3            | Није се квалификовала | 20 / 41 (45) |        |
| Мулерн Жан    | 60 м препоне | 8,08         | 8,18               | 5. у гр. 6    | Није се квалификовала | Није се квалификовала | Није се квалификовала | 26 / 41 (45) |        |